# Serguéi Shílov
Serguéi Vladímirovich Shílov (en ruso: Сергей Владимирович Шилов; Novy, 6 de febrero de 1988) es un deportista ruso que compitió en ciclismo en las modalidades de ruta y pista.
Ganó una medalla de bronce en el Campeonato Europeo de Ciclismo en Pista de 2017, en la prueba de persecución por equipos.
El 3 de abril de 2016 dio positivo por meldonium. Aunque se le dejó competir, debido a que la UCI acababa de incluir este producto como sustancia dopante, se le retiraron algunos resultados como el segundo puesto de la Vuelta a La Rioja.
Se retiró de la competición al final de la temporada de 2020.

## Medallero internacional
| Campeonato Europeo | Campeonato Europeo | Campeonato Europeo | Campeonato Europeo      |
| Año                | Lugar              | Medalla            | Competición             |
| ------------------ | ------------------ | ------------------ | ----------------------- |
| 2017               | Berlín (Alemania)  | Medalla de bronce  | Persecución por equipos |

1. ↑  Compitió en la ronda de clasificación.

## Palmarés
2010 (como amateur)
- Vuelta al Bidasoa, más 1 etapa
- 1 etapa de la Volta a Tarragona

2011 (como amateur)
- 1 etapa de la Vuelta a Navarra

2012
- 1 etapa de la Vuelta al Alentejo

2013
- 1 etapa de la Vuelta a León

2014
- 1 etapa de la Vuelta a Portugal

2015
- 1 etapa de la Vuelta a Castilla y León
- 2 etapas del Trofeo Joaquim Agostinho

2017
- 3.º en el Campeonato de Rusia en Ruta
- Trofeo Matteotti
- Clásica de Ordizia

2020
- 2.º en el Campeonato de Rusia Contrarreloj
- Campeonato de Rusia en Ruta

## Equipos
- Moscow (2009)
- Lokosphinx (2012-2017)
- Gazprom-RusVelo (2018-2019)
- Aviludo-Louletano (2020)